# Əzizabad
Əzizabad è un comune dell'Azerbaigian situato nel distretto di Masallı. Conta una popolazione di 440 abitanti.